# De lachende mango's
De lachende mango's is het 203e stripverhaal van Jommeke. De reeks wordt getekend door striptekenaar Jef Nys. Scenarist is Jan Ruysbergh. 

## Verhaal
Op een dag komt Jommeke Archibald van Buikegem tegen. Samen gaan ze naar professor Gobelijn. Daar krijgen ze een verhaal over lachende mango's te horen. Dat willen ze onderzoeken. Onze vrienden gaan richting het Braziliaanse oerwoud. Aangekomen in het oerwoud wachten hen vele gevaren. Ze maken ook kennis met een indianenstam. Maar dan blijkt dat de stamhoofd heel erg ziek is. Hij vertelt het geheim van de lachende mango's. Deze lachende mango's is nog het enige wat hem kan redden. Jommeke en zijn vrienden gaan op zoek naar de mango's. Later komen ze ook een zakenman en zijn handlangster tegen maar deze hebben slechte bedoelingen. Flip, de papegaai, heeft uiteindelijk de plaats gevonden waar de lachende mango's zich bevinden en wijst de weg. De ganse voorraad mango's wordt geplukt. Maar dan worden Jommeke en zijn vrienden gegijzeld door de gemene zakenman. Gelukkig kan het meegereisde indianenmeisje samen met verschillende apen Jommeke en zijn vrienden terug bevrijden. Tot slot krijgen de slechteriken hun verdiende straf en wordt het stamhoofd net op tijd nog geholpen.